# Liga Futbolu Amerykańskiego 9 2019
La Liga Futbolu Amerykańskiego 9 2019 è la 2ª edizione del campionato di football a 9, organizzato dalla Liga Futbolu Amerykańskiego in seguito alla scissione federale avvenuta alla fine del 2017.

## Squadre partecipanti
| Club                          | Città               | Stadio | Sponsor ufficiale | Risultato nella stagione 2018 |
| ----------------------------- | ------------------- | ------ | ----------------- | ----------------------------- |
| Barbarians Koszalin           | Koszalin            |        |                   |                               |
| Bielawa Owls                  | Bielawa             |        |                   |                               |
| Bydgoszcz Archers             | Bydgoszcz           |        |                   |                               |
| Grizzlies Gorzów Wielkopolski | Gorzów Wielkopolski |        |                   |                               |
| Kraków Kings B                | Cracovia            |        |                   |                               |
| Mustangs Płock                | Płock               |        |                   |                               |
| Renegades Świdnica            | Świdnica            |        |                   |                               |
| Święci Częstochowa            | Częstochowa         |        |                   |                               |
| Tychy Falcons B               | Tychy               |        |                   |                               |
| Warsaw Mets B                 | Varsavia            |        |                   |                               |

## Stagione regolare

### Calendario

#### 1ª giornata
| 10 agosto 2019 | Bydgoszcz Archers | 20 – 14 referto | Barbarians Koszalin |  |

#### 2ª giornata
| Varsavia 17 agosto 2019 | Warsaw Mets B | 13 – 6 referto | Mustangs Płock | OSiR Bemowo |

| 18 agosto 2019 | Święci Częstochowa | 12 – 60 referto | Renegades Świdnica |  |

| Cracovia 18 agosto 2019 | Kraków Kings B | 0 – 32 referto | Bielawa Owls | Stadion WKS Wawel |

#### 3ª giornata
| Tychy 24 agosto 2019 | Tychy Falcons B | 36 – 14 referto | Święci Częstochowa | Boisko boczne Stadionu Miejskiego w Tychach |

| Płock 25 agosto 2019 | Mustangs Płock | 26 – 12 (0-0 12-12 6-0 8-0) referto | Grizzlies Gorzów Wielkopolski | Stadion Stoczniowca Płock |

#### 4ª giornata
| 1º settembre 2019 | Barbarians Koszalin | 6 – 14 referto | Warsaw Mets B |  |

| 1º settembre 2019 | Renegades Świdnica | 6 – 38 referto | Bielawa Owls |  |

#### 5ª giornata
| 7 settembre 2019 | Święci Częstochowa | 6 – 46 referto | Kraków Kings B |  |

| 8 settembre 2019 | Grizzlies Gorzów Wielkopolski | 42 – 23 referto | Bydgoszcz Archers |  |

| 8 settembre 2019 | Barbarians Koszalin | 14 – 36 referto | Mustangs Płock |  |

#### 6ª giornata
| 14 settembre 2019 | Bydgoszcz Archers | 0 – 24 referto | Warsaw Mets B |  |

| 14 settembre 2019 | Renegades Świdnica | 12 – 6 referto | Kraków Kings B |  |

| 15 settembre 2019 | Bielawa Owls | 23 – 8 referto | Tychy Falcons B |  |

#### 7ª giornata
| 21 settembre 2019 | Bielawa Owls | 54 – 0 referto | Święci Częstochowa |  |

| 21 settembre 2019 | Tychy Falcons B | 14 – 28 referto | Renegades Świdnica |  |

| Varsavia 22 settembre 2019 | Warsaw Mets B | 21 – 6 referto | Grizzlies Gorzów Wielkopolski | OSiR Bemowo |

#### 8ª giornata
| Gorzów Wielkopolski 29 settembre 2019, ore 14:00 | Grizzlies Gorzów Wielkopolski | 36 – 6 referto | Barbarians Koszalin | Stadion Lekkoatleticzny |

| Płock 29 settembre 2019 | Mustangs Płock | 54 – 0 referto | Bydgoszcz Archers | Stadion Stoczniowca Płock |

#### 9ª giornata
| Cracovia 5 ottobre 2019 | Kraków Kings B | 20 – 42 referto | Tychy Falcons B | Stadion WKS Wawel |

### Classifiche
Le classifiche della regular season sono le seguenti:
- PCT = percentuale di vittorie, G = partite giocate, V = partite vinte,  P = partite perse, PF = punti fatti, PS = punti subiti

#### Gruppo Nord
| Pos. | Squadra                       | PCT   | G | V | P | PF  | PS  |
| ---- | ----------------------------- | ----- | - | - | - | --- | --- |
| 1    | Warsaw Mets B                 | 1.000 | 4 | 4 | 0 | 72  | 18  |
| 2    | Mustangs Płock                | .750  | 4 | 3 | 1 | 122 | 39  |
| 3    | Grizzlies Gorzów Wielkopolski | .500  | 4 | 2 | 2 | 96  | 76  |
| 4    | Bydgoszcz Archers             | .250  | 4 | 1 | 3 | 43  | 134 |
| 5    | Barbarians Koszalin           | .000  | 4 | 0 | 4 | 40  | 106 |

#### Gruppo Sud
| Pos. | Squadra            | PCT   | G | V | P | PF  | PS  |
| ---- | ------------------ | ----- | - | - | - | --- | --- |
| 1    | Bielawa Owls       | 1.000 | 4 | 4 | 0 | 147 | 14  |
| 2    | Renegades Świdnica | .750  | 4 | 3 | 1 | 106 | 70  |
| 3    | Tychy Falcons B    | .500  | 4 | 2 | 2 | 100 | 85  |
| 4    | Kraków Kings B     | .250  | 4 | 1 | 3 | 72  | 92  |
| 5    | Święci Częstochowa | .000  | 4 | 0 | 4 | 32  | 196 |

## Playoff

### Tabellone
|  | Semifinali | Semifinali         | Semifinali |              |    | II Finał LFA9 | II Finał LFA9 | II Finał LFA9 |  |
|  |            |                    |            |              |    |               |               |               |  |
|  | 1N         | Warsaw Mets B      | 14         |              |    |               |               |               |  |
|  | 1N         | Warsaw Mets B      | 14         |              |    |               |               |               |  |
|  | 2S         | Renegades Świdnica | 12         |              |    |               |               |               |  |
|  | 2S         | Renegades Świdnica | 12         |              | 1N | Warsaw Mets B | 0             |               |  |
|  |            |                    |            |              | 1N | Warsaw Mets B | 0             |               |  |
|  |            |                    | 1S         | Bielawa Owls | 14 |               |               |               |  |
|  | 1S         | Bielawa Owls       | 1S         | Bielawa Owls | 14 | 28            |               |               |  |
|  | 1S         | Bielawa Owls       |            |              |    |               |               |               |  |
|  | 2N         | Mustangs Płock     | 8          |              |    |               |               |               |  |

### Semifinali
| Varsavia 12 ottobre 2019, ore 15:00 | Warsaw Mets B | 14 – 12 referto | Renegades Świdnica | Stadion im. gen. Kazimierza Sosnkowskiego |

| Bielawa 16 settembre 2019, ore 12:00 | Bielawa Owls | 28 – 8 referto | Mustangs Płock | Stadion Bielawianka |

### II Finał LFA9
| Bielawa 26 ottobre 2019, ore 14:00 | Warsaw Mets B | 0 – 14 | Bielawa Owls | Boisko przy ul Bankowej |

## II Finał LFA9
La II Finał LFA9 è stata disputata il 26 ottobre 2019. L'incontro è stato vinto dai Bielawa Owls sui Warsaw Mets B con il risultato di 14 a 0.

## Verdetti
- Bielawa Owls Campioni della LFA9 2019